# Općina Krivogaštani
Općina Krivogaštani (makedonski: Кривогаштани) je jedna od 80 općina Sjeverne Makedonije koja se prostire na sredini Sjeverne Makedonije. 
Upravno sjedište ove općine je selo Krivogaštani.

## Zemljopisne osobine
Općina Krivogaštani prostire se na gornjem sjeverozapadnom dijelu ravnice Pelagonije, sa zapada je zatvara Bušova planina.
Općina Krivogaštani graniči s općinom Dolneni na sjeveru, s općinom Prilep na istoku, s općinom Mogila na jugu, te s općinom Kruševo na zapadu.
Ukupna površina Općine Krivogaštani je 93,57 km².

## Stanovništvo
Općina Krivogaštani ima 6 150 stanovnika. Po popisu stanovnika iz 2002. nacionalni sastav stanovnika u općini bio je sljedeći;

## Naselja u Općini Krivogaštani
Ukupni broj naselja u općini je 17, i sva imaju status sela.

## Pogledajte i ovo
- Pelagonija
- Sjeverna Makedonija
- Općine Sjeverne Makedonije

## Vanjske poveznice
- Općina Krivogaštani na stranicama Discover Macedonia